# Villasor
Villasor (sardinski: Bidd'e Sòrris) je mjesto i općina (comune) u pokrajini Južna Sardinija u regiji Sardiniji, Italija. Nalazi se na nadmorskoj visini od 25 metara i ima 6 929 stanovnika.
 Prostire se na 86,79 km². Gustoća naseljenosti je 80 st/km².
Susjedne općine su: Decimomannu, Decimoputzu, Monastir, Nuraminis, San Sperate, Serramanna, Vallermosa i Villacidro